# قائمة المساهمين في النسبية العامة
هذه قائمة جزئية للأشخاص الذين قدموا إسهامات في تطوير الاتجاه السائد للنسبية العامة. أوردت هنا أسماء الأشخاص المعترف بإسهاماتهم في مراجع النسبية العامة القياسية.

## أ
- بيتر آيشلبيرغ
- ميجيل ألكوبيير (النسبية العددية ومشغل ألكوبيير)
- ريتشارد أرنوفيت
- أبهاي أشتيكر (الآفاق الحركية)
- جين أمان

## ب
- روبيرت باكر (الموجات الجذبوية عالية التردد)
- جيمس ماكسويل باردين (فراغ باردين والديناميكا الحرارية للثقب الأسود)
- باري باريش (مؤسس مرصد ليغو ورصد موجات الجاذبية)
- روبيرت بارتنيك
- جيكوب بكنشتاين (الديناميكا الحرارية للثقب الأسود)
- فلاديمير بلينسكي
- بيتر بيرجمان (معادلات الحركة الهاميلتونية المقيدة)
- جيري بيتشاك (التحليلات الدقيقة لمعادلات أينشتاين للمجال)
- هاينز بيلينغ (رصد موجات الجاذبية المتداخلة)
- جورج دافيد بيركهوف (نظرية بيركهوف)
- لوك بلانشيت (الموجات الثقالية)
- هيرمان بوندي (الإشعاع الجذبوي، وإشعاع بوندي)
- ويليام بونر (تحليل شعاع بونر)
- روبيرت بوير (مخطط بوير لندكويست)
- فلاديمير بلايجنسكي (رصد موجات الجاذبية)
- كارل برانز (نظرية برانز ديك)
- ديتر بريل (كتلة بريل ومخطط بريل)
- هيوبرت براي
- هانز برنكمان (موجات الجاذبية الدقيقة ومخطط برنكمان)
- إيفون شوكيه بروهات (النسبية العامة كمشكلة قيم ابتدائية)
- هانز أدولف بوخدال (سائل بوخدال ونظرية بوخدال)
- كلاوديو بونستر (ثقب بونستر الأسود)
- ويليام بوركي (معامل بوركي)
- ليور بوركو (القوة الذاتية في النسبية العامة)

## ج
- روبيرت غيروش (مجموعة غيروش وتفرد غيروش)
- كورت غودل (محلول غودل)
- روبيرت غودي (محاليل غودي)
- جيري غريفث (الموجات التصادمية)
- مارسيل غروسمان (علم أينشتاين الأدوات الرياضية اللازمة للنسبية العامة)
- جابرييلا جونزاليز (تقنيات رصد الموجات الجاذبية وتحليل البيانات في تعاون ليغو)

## د
- كارستن دانزمان (هوائي مقياس التداخل الليزري الفضائي)
- تيبو دامور (الإشعاع الجذبوي)
- جورج دارموا ( فراغ دارموا)
- رونالد دريفر (مرصد ليغو ومرصد الموجات الثقالية)